# راشد مبخوت
راشد مبخوت الراشدي (من مواليد 4 مايو 1998-)، لاعب كرة قدم قطري. لعب سابقاً مع نادي السيلية.

## روابط خارجية
- راشد مبخوت على موقع Soccerway.com (الإنجليزية)